# Laodicé de Macédoine
Laodicé de Macédoine (en grec moderne : Λαοδίκη τῆς Μακεδονίας) est une dame de la noblesse macédonienne du IVe siècle av. J.-C.
Femme d'Antiochos, elle est la mère de Séleucos Ier, un des principaux généraux d'Alexandre le Grand.

## Biographie
Elle épouse Antiochos, général au service de Philippe II de Macédoine. Elle est la mère de Séleucos Ier qui naît vers 358 av. J.-C., fondateur de l'empire Séleucide, ainsi que d'une fille, Didyméia (en).
D'après une légende fondée sur un rêve fait par Laodicé, Apollon était le vrai père de Séleucos. Au moins cinq villes fondées par Séleucos à travers son empire ont porté en son honneur le nom de Laodicée.